# Achille Bertini Calosso
Achille Bertini Calosso (Perosa Argentina, 1º ottobre 1882 – 6 marzo 1955) è stato uno storico dell'arte italiano.

## Biografia
Achille Bertini Calosso nacque il primo ottobre 1882 a Perosa Argentina, in provincia di Torino. Laureato in Giurisprudenza nel 1905 cominciò a lavorare nella Pubblica Istruzione in veste di segretario universitario all'Università degli studi di Roma, incarico che abbandonò ben presto per dedicarsi alla storia dell'arte. Nel 1906, infatti, si iscrisse alla facoltà di Lettere dell'Università degli Studi di Roma ed iniziò a frequentare il corso di perfezionamento in storia dell'arte medievale e moderna tenuto da Adolfo Venturi. Già l'anno dopo pubblicava il suo primo saggio dedicato agli affreschi rupestri rinvenuti, a seguito di un parziale crollo della rupe del SS. Salvatore in Vallerano. 
Nel 1913 superò l'esame di concorso per la carica di Ispettore presso la Regia Galleria Borghese e la Soprintendenza alle Gallerie e agli Oggetti d'arte di Roma, ruolo che rivestì per undici anni affrontando gravosi problemi di restauro di monumenti e dipinti. Le conoscenze fino ad allora acquisite in materia giuridica e di salvaguardia del patrimonio artistico gli permisero di occuparsi nei primi anni del suo ispettorato del difficile recupero dei monumenti danneggiati dal sisma che colpì l'Abruzzo nel 1915 e che coinvolse anche alcune zone al confine con la Campania e con il Lazio. Chiamato alle armi quale capitano di fanteria durante la prima Guerra Mondiale, Bertini Calosso fu decorato di medaglia al valore e, terminato il conflitto, prestò servizio presso l'Ufficio Belle Arti e Monumenti del Commissariato Generale Civile del Governatorato della Venezia Giulia. Tornato in servizio presso la Soprintendenza di Roma nel 1920, discusse la tesi di laurea in Lettere e quella del corso di perfezionamento in storia dell'arte medievale e moderna con Adolfo Venturi. Consigliere, da quello stesso anno, dell'appena costituito Istituto di Archeologia e Storia dell'Arte, dal 1924 al 1933 fu Direttore della Galleria Borghese. Dal 1924 fu docente universitario a Roma e, contemporaneamente, a Perugia. Nel 1926, ormai cinquantenne, divenne reggente della Soprintendenza ai Monumenti e alle Gallerie dell'Umbria e, in seguito a concorso, dal 1933 ne assunse definitivamente la carica che ricoprì fino al 1948. Grazie al suo contributo, nel 1935, la Galleria Nazionale dell'Umbria di Perugia fu dotata di un Gabinetto di restauro. 
Particolarmente attivo nella questione della salvaguardia delle opere d'arte della Galleria dell'Umbria e del territorio di sua giurisdizione dalla seconda metà degli anni Trenta Calosso promosse norme e misure preventive da adottare in caso di guerra, fornendo indicazioni dettagliate riguardo alla conservazione e al trasferimento dei manufatti in luoghi più protetti e indicando le località dell'Umbria più soggette ad attacchi aerei. Tali provvedimenti permisero la sopravvivenza di gran parte del patrimonio artistico dell'Umbria durante il secondo conflitto mondiale. Contemporaneamente, lo studioso fu impegnato in numerose pubblicazioni ed in importanti eventi quali l'allestimento della mostra sulla pittura umbra dal XIII al XVI secolo nel palazzo dei Priori, inaugurata in occasione del V Centenario della nascita di Pietro Perugino. Soprintendente ai Monumenti e alle Gallerie di Roma dal 1948 al 1952, Bertini Calosso in questi anni fu impegnato in importanti progetti: avviò, nel 1949, l'acquisto di Palazzo Barberini e ne curò l'allestimento; a lui si deve inoltre la riapertura della Galleria Spada (1951), che comportò il recupero dell'originaria collezione e il ristabilimento del nucleo quale era alla fine del Settecento. 
Il suo ruolo amministrativo includeva anche la collaborazione con il Consiglio Superiore di Belle Arti. Nominato nel 1952 Commissario Governativo dell'Istituto di Archeologia e Storia dell'Arte dal Presidente della Repubblica si occupò di far riprendere vita alla rivista di questo Istituto, che aveva segnato un arresto all'indomani della guerra, redigendo nuove edizioni di volumi di storia dell'arte e incrementando la biblioteca e l'archivio fotografico. Dopo mesi di dolorosa malattia Achille Bertini Calosso morì il 6 marzo 1955.

## Opere principali
- Il San Giovanni Battista di Houdon, in "Dedalo", 3, 1922.
- Conoscenza e difesa del patrimonio artistico, in "Rivista Italiana per le Scienze Giuridiche", 2, 1937.
- Il restauro degli affreschi del Perugino nel collegio del Cambio a Perugia, in "Bollettino d’arte", 1, 1951.
- Le mostre retrospettive in Castel Sant’Angelo, in "L’Arte", 14, 1911.
- L’autonomia scientifica della storia dell’arte, in "Rivista di Filosofia", 4, 1912.
- La decorazione della scuola, Atti del Congresso artistico internazionale, Roma 1911.
- Il classicismo di Gian Lorenzo Bernini e l’arte francese, in "L’Arte", 24, 1921.
- Mostra delle pitture di Giulio Aristide Sartorio nella Regia Galleria Borghese (9 Marzo-24 Aprile 1933-XI), catalogo a cura di Achille Bertini Calosso, Roma 1933.
- Per lo studio e per il restauro dei mosaici medioevali, Atti del III Congresso nazionale di studi romani (1933), 2, Bologna 1935.
- La tutela delle bellezze naturali e del paesaggio, in "Le Arti", 2, 1938-1939.
- L’arte in chiesa, Perugia 1941.
- I Musei e il pubblico, in "Notiziario della scuola e della cultura", 18-20, ottobre 1952.